# Upplands runinskrifter 267

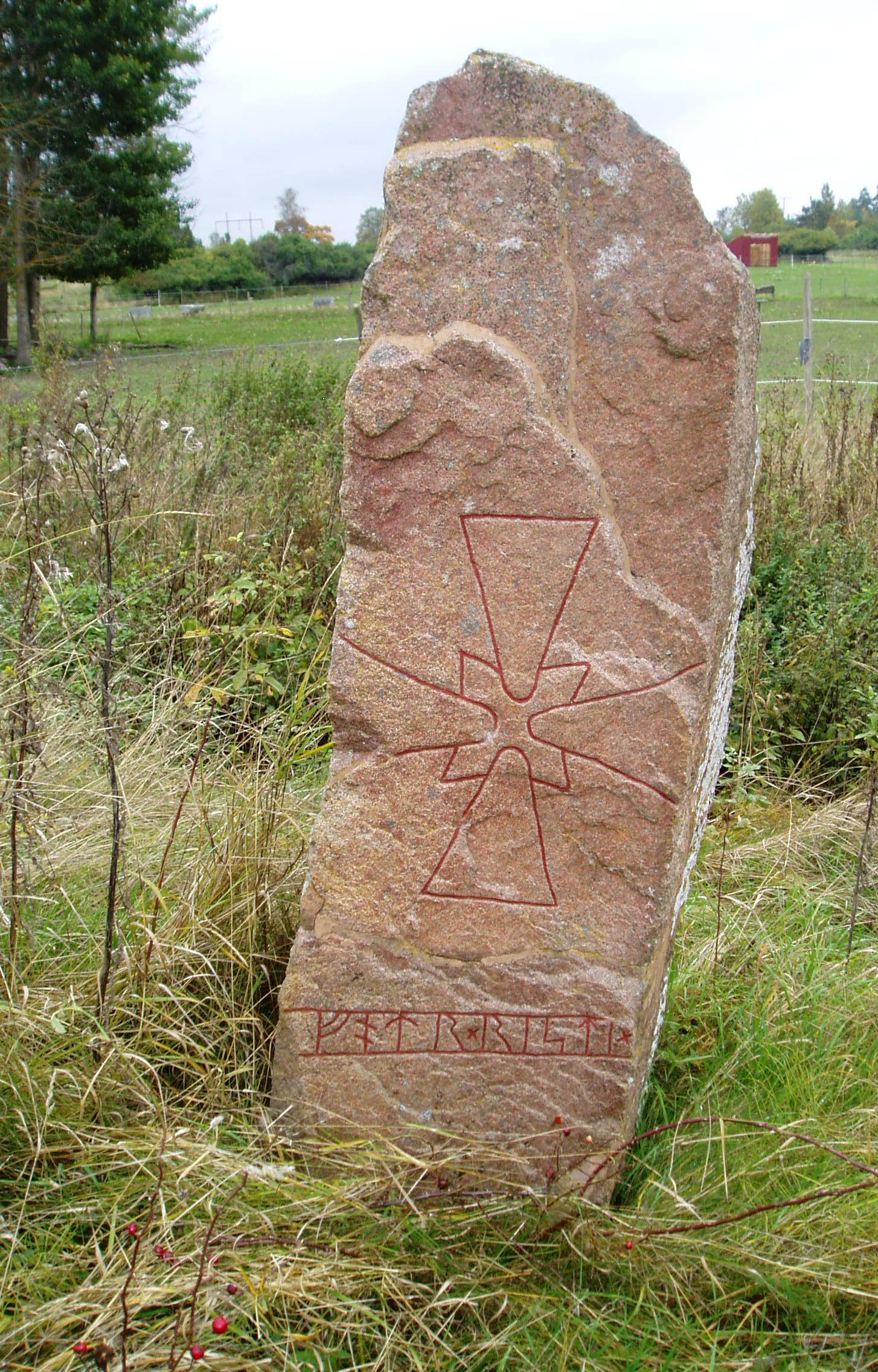
U 268, med texten "Fot ristade"

Upplands runinskrifter 267 är en runsten som tillsammans med U 268 står uppställd invid en grusväg i Harby i Upplands Väsby, Uppland.

## Brostenar
Stenarna ristades som ett monument efter Björn, och U 268 har endast en kort inskrift över ristaren Fot, samt ett kors vilket saknas på U 267. De båda stenarna som möjligen kompletterat varandra anses stå kvar på sina ursprungliga platser. På vikingatiden stod de vid ett vattendrag som bara kan anas idag. Även U 269 anses ha stått här på platsen tills denna sten flyttades på 1500-talet. De tre stenarna har således också fungerat som brostenar och markerat den bästa förbindelsen över ett nu nästan helt uttorkat vattenflöde. Inskrifterna på de två kvarvarande stenarna lyder enligt nedan:

## Inskriften på U 267
Translitterering av runraden:
× kiluk × lit × rais[a × stina × a]uk × bro × kiara × eftiʀ biarn × sun × sin ×
Normalisering till runsvenska:
Gillaug let ræisa stæina ok bro gæra æftiʀ Biorn, sun sinn.
Översättning till nusvenska:
Gillög lät resa stenarna och göra bron efter Björn, sin son.

## Inskriften på U 268
Translitterering av runraden:
fotr × risti ×
Normalisering till runsvenska:
Fotr risti.
Översättning till nusvenska:
Fot ristade.